# Evropsko prvenstvo v hokeju na ledu 1911
Evropsko prvenstvo v hokeju na ledu 1911 je bilo drugo Evropsko prvenstvo v hokeju na ledu, ki se je odvijalo med 15. in 17. januarjem 1911 v Berlinu, Nemčija. V konkurenci štirih reprezentanc, je zlato medaljo osvojila češka reprezentanca, srebrno nemška, bronasto pa belgijska.

## Dobitniki medalj
| Zlato | Srebro                                                                                 | Bron     |
| ČeškaJan Hamáček Jan Fleischmann Jan Palouš Otakar Vindyš Jaroslav Jirkovský Jaroslav Jarkovský Josef Rublič Josef Šroubek Miloslav Fleischmann | NemčijaW. Bliesener Bremer Werner Glimm Bruno Grauel Hartley Hans Jakemann Franz Lange | Belgija? |

## Tekme
| 15. januar 1911 | Češka | 13:0 | Švica | Berlin, Nemčija |

| Poročilo tekme      | Poročilo tekme | Poročilo tekme | Poročilo tekme | Poročilo tekme |
| ------------------- | -------------- | -------------- | -------------- | -------------- |
| Začetek: ni podatka |                |                |                |                |

| 15. januar 1911 | Nemčija | 6:0 | Belgija | Berlin, Nemčija |

| Poročilo tekme      | Poročilo tekme | Poročilo tekme | Poročilo tekme | Poročilo tekme |
| ------------------- | -------------- | -------------- | -------------- | -------------- |
| Začetek: ni podatka |                |                |                |                |

| 16. januar 1911 | Nemčija | 1:4 | Češka | Berlin, Nemčija |

| Poročilo tekme      | Poročilo tekme | Poročilo tekme | Poročilo tekme | Poročilo tekme |
| ------------------- | -------------- | -------------- | -------------- | -------------- |
| Začetek: ni podatka |                |                |                |                |

| 16. januar 1911 | Belgija | 5:4 | Švica | Berlin, Nemčija |

| Poročilo tekme      | Poročilo tekme | Poročilo tekme | Poročilo tekme | Poročilo tekme |
| ------------------- | -------------- | -------------- | -------------- | -------------- |
| Začetek: ni podatka |                |                |                |                |

| 17. januar 1911 | Nemčija | 10:0 | Švica | Berlin, Nemčija |

| Poročilo tekme      | Poročilo tekme | Poročilo tekme | Poročilo tekme | Poročilo tekme |
| ------------------- | -------------- | -------------- | -------------- | -------------- |
| Začetek: ni podatka |                |                |                |                |

| 17. januar 1911 | Češka | 3:0 | Belgija | Berlin, Nemčija |

| Poročilo tekme      | Poročilo tekme | Poročilo tekme | Poročilo tekme | Poročilo tekme |
| ------------------- | -------------- | -------------- | -------------- | -------------- |
| Začetek: ni podatka |                |                |                |                |

### Končni vrstni red
OT-odigrane tekme, z-zmage, n-neodločeni izidi, P-porazi, DG-doseženo goli, PG-prejeti goli, GR-gol razlika, T-točke.
| #  | Reprezentanca | OT | Z | N | P | DG | PG | GR  | T |
| -- | ------------- | -- | - | - | - | -- | -- | --- | - |
| 1. | Češka         | 3  | 3 | 0 | 0 | 20 | 1  | +19 | 6 |
| 2. | Nemčija       | 3  | 2 | 0 | 1 | 17 | 4  | +13 | 4 |
| 3. | Belgija       | 3  | 1 | 0 | 2 | 5  | 13 | -8  | 2 |
| 4. | Švica         | 3  | 0 | 0 | 3 | 4  | 28 | -24 | 0 |

Najboljši strelec
- Jaroslav Jirkovský, 9 golov